# Dorfkirche Kleinschwabhausen

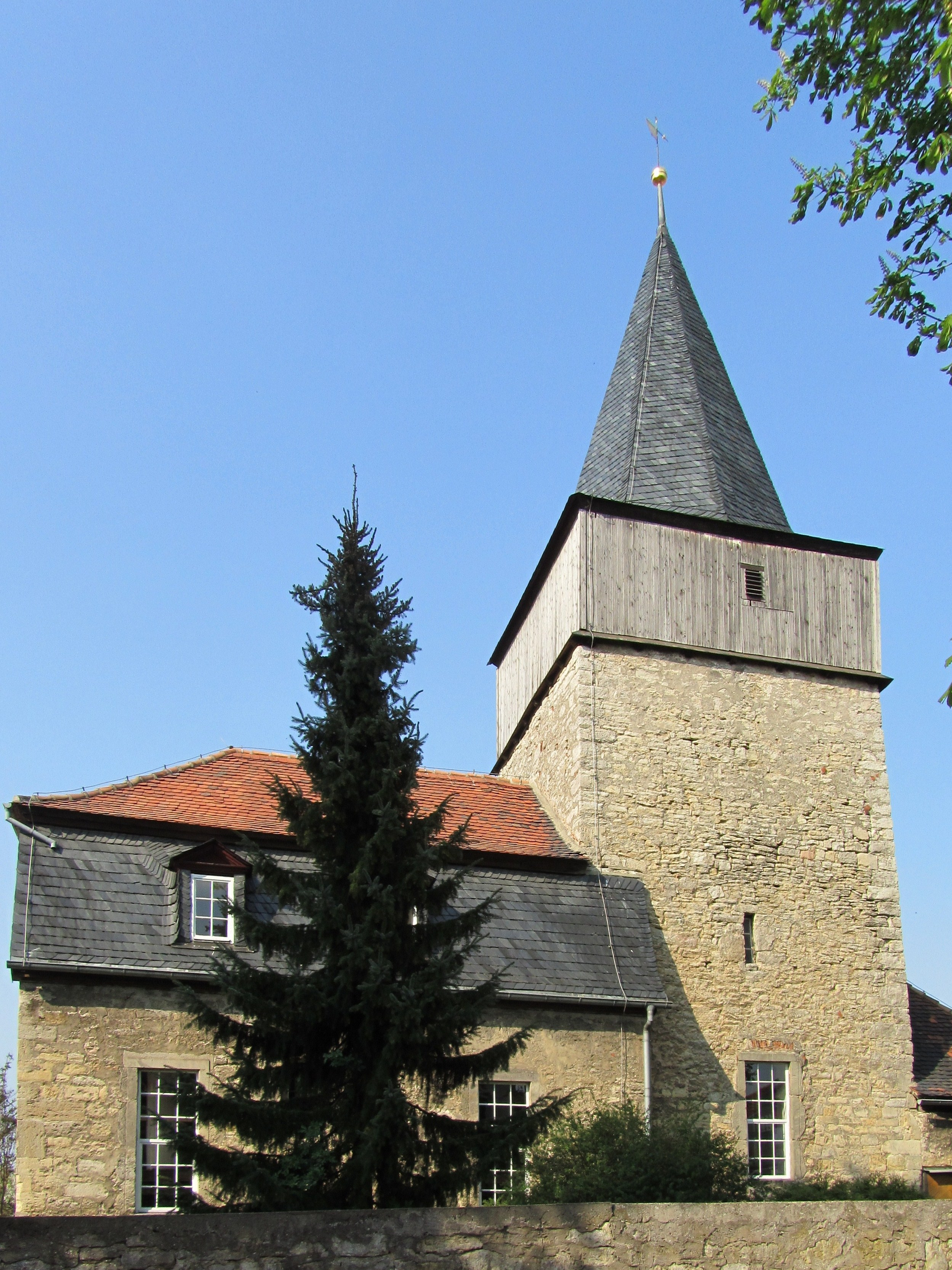
Die Kirche

Die evangelische Dorfkirche Kleinschwabhausen in der Gemeinde Kleinschwabhausen im Landkreis Weimarer Land in Thüringen ist auf dem Weg nach Kleinschwabhausen auf der Anhöhe zu sehen. Sie gehört zum Kirchengemeindeverband Großschwabhausen-Isserstedt im Kirchenkreis Jena der Evangelischen Kirche in Mitteldeutschland.

## Geschichte
Diese Kirche wurde in der ersten Hälfte des 13. Jahrhunderts gebaut. Es erfolgten im Lauf der Zeit mehrere baulichen Veränderungen, so der fünfseitige Chorschluss im Osten und der Einbau eines barocken Kanzelaltars.
1985 und 1991 wurden neben dem Gebäude der Taufstein aus dem Jahr 1587 und das Uhrwerk gepflegt, repariert und saniert. Am 12. Oktober 1991 wurde die Kirche wieder eingeweiht.

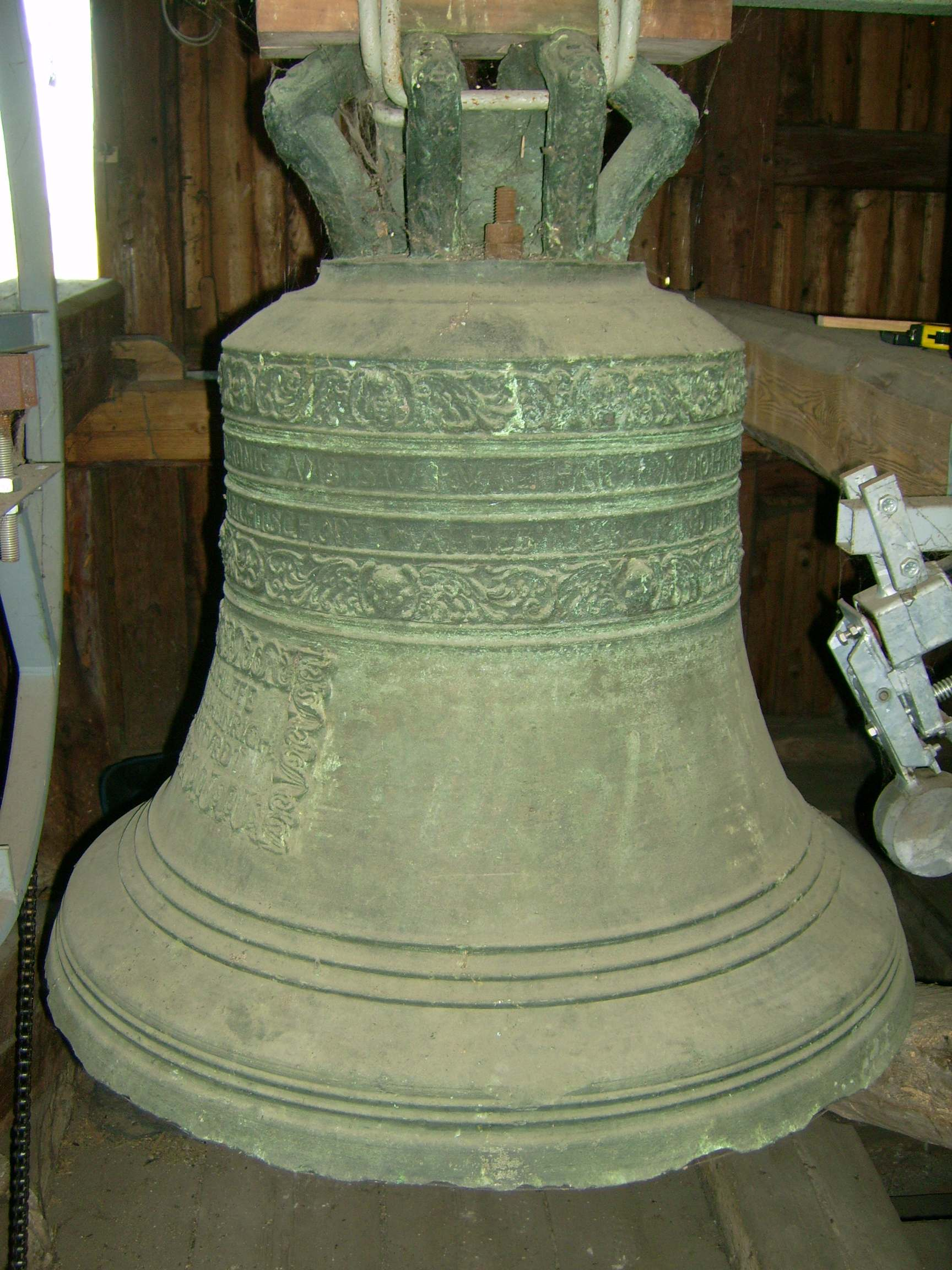
Die Glocke 1675

## Orgel
Bereits 1650 gab es ein Orgelpositiv. 1844 baute Christian Heinrich Körner (Stadtroda) ein neues Instrument mit Barockgehäuse, in das 1880 Emil Heerwagen (Weimar) sein neues Instrumente hineinsetzte. Es verfügt über 11 Zug – Register für ein Manual und ein Pedal. 2017 hatte das Instrument einen schweren Hagelschaden, den nachfolgende umfangreiche Reparaturen durch Schönefeld (Stadtilm) wieder behoben.

## Glocken
Im Turm läutet eine 1675 von Hans Heinrich Rausch (Erfurt) gegossene Bronzeglocke. Auf ihr ist zu lesen: //HERR CASPAR KONIG AMBTSVERWALTHER/ M. IOHANN BACKHAVS PFARHERR/ ANNO 1675// HANS KIRCHHOF GERICHTSSCHOPF/ MATHES LIEBESKINDT HEIMBVRGE/ GLORIA IN EXCELSIS DEO//. Sie wurde im Zweiten Weltkrieg mit der Inventarnummer 11-20-77C nach Hamburg abgeliefert und kehrte am 5. Mai 1950 zurück. Sie wird von einer 1925 durch die Firma Franz Schilling Söhne (Apolda) als Nr. 8740 gegossenen Bronzeglocke begleitet. Auf ihr ist zu lesen: /DIE VERGANGENHEIT WAR TRUEBE,//DIE GEGENWART IST SCHWER,//DIE ZUKUNFT MOEGE LICHT SEIN./